# 러브라보
《러브라보》(恋愛ラボ 라부라보[*])는 일본의 만화가 미야하라 루리가 그린 4컷 만화이다.

## 스토리
아가씨들이 다니는 학교로 유명한 사립 후지사키 여자 중학교(私立藤崎女子中学). 이 곳의 학생회는 회장의 의도에 따라 연애를 연구하는 공간이기도 해서 연애 연구소(恋愛ラボ)라고 불리기도 한다. 그런 학생회 임원들의 연애 연구와 실천 모습을 코믹하게 그리고 있다.

## 등장 인물

### 후지사키 여중 학생회 집행부
쿠라하시 리코(倉橋 莉子)

마키 나츠오(真木 夏緒)

타카하시 스즈네(棚橋 鈴音)

에노모토 유이코(榎本 結子)

미즈시마 사요리(水嶋 沙依理)